# Bevrijding van Wuustwezel

Wuustwezel in de provincie Antwerpen (België)

De bevrijding van Wuustwezel vond plaats op 21 en 22 oktober 1944 tijdens de Tweede Wereldoorlog, toen het dorp werd bevrijd door de Britse 49e (West Riding) Infanteriedivisie, ook wel bekend als de "Polar Bears". Deze bevrijding maakte deel uit van de geallieerde opmars door België, waarbij de Polar Bears een sleutelrol speelden in het verdrijven van de Duitse troepen uit de regio. Om deze gebeurtenis te herdenken, werd in 1984, ter gelegenheid van de 40ste verjaardag van de bevrijding, het "Monument Polar Bears" opgericht in Wuustwezel. Het monument staat symbool voor de offers die de Britse troepen brachten tijdens de zware gevechten rondom de Slag om de Stenen Brug. Elk jaar rond 21 oktober wordt er een herdenking georganiseerd om zowel de gevallen soldaten als de burgerlijke slachtoffers te eren.

## Bevrijding

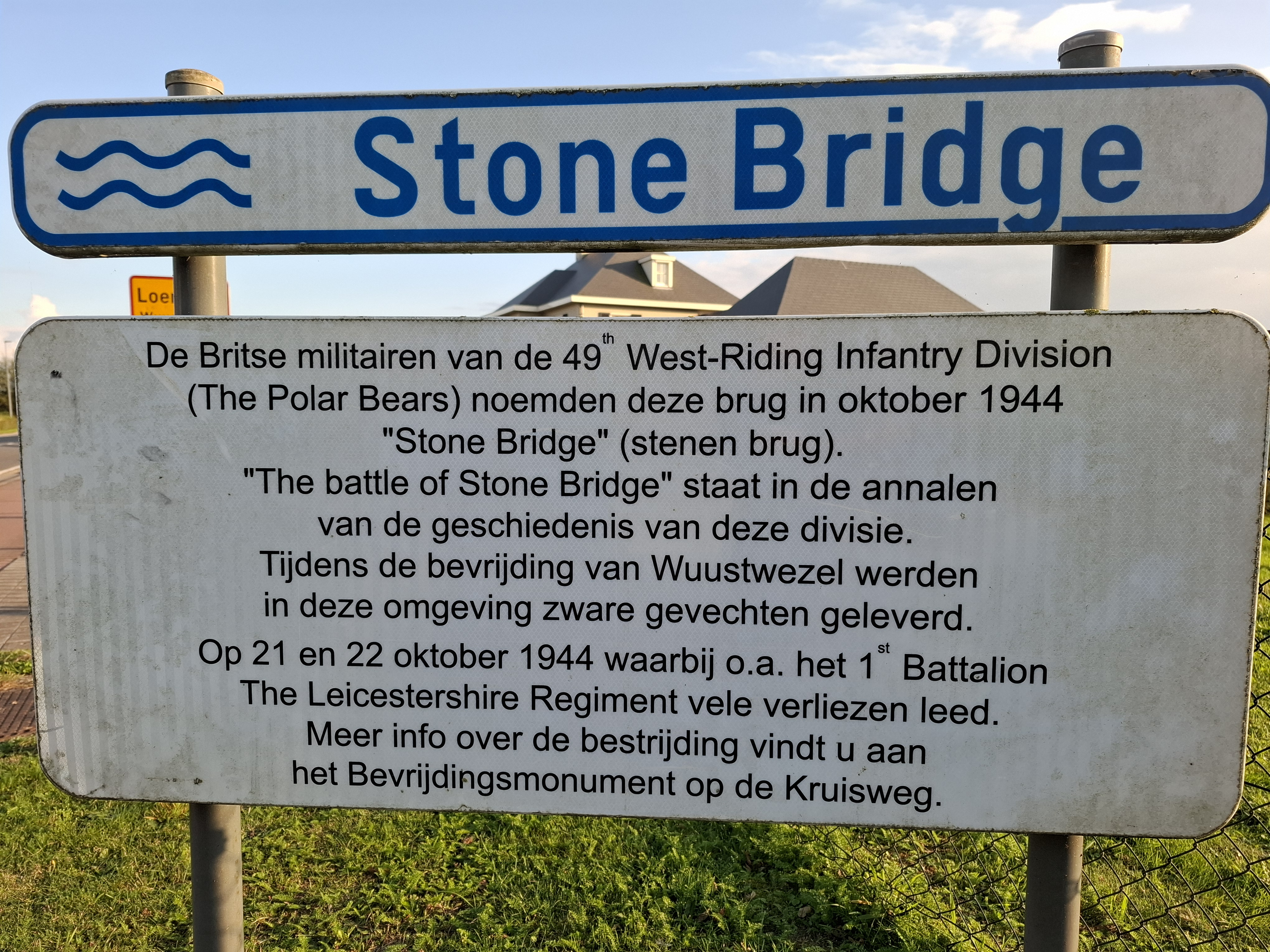
De Stenen Brug in Wuustwezel

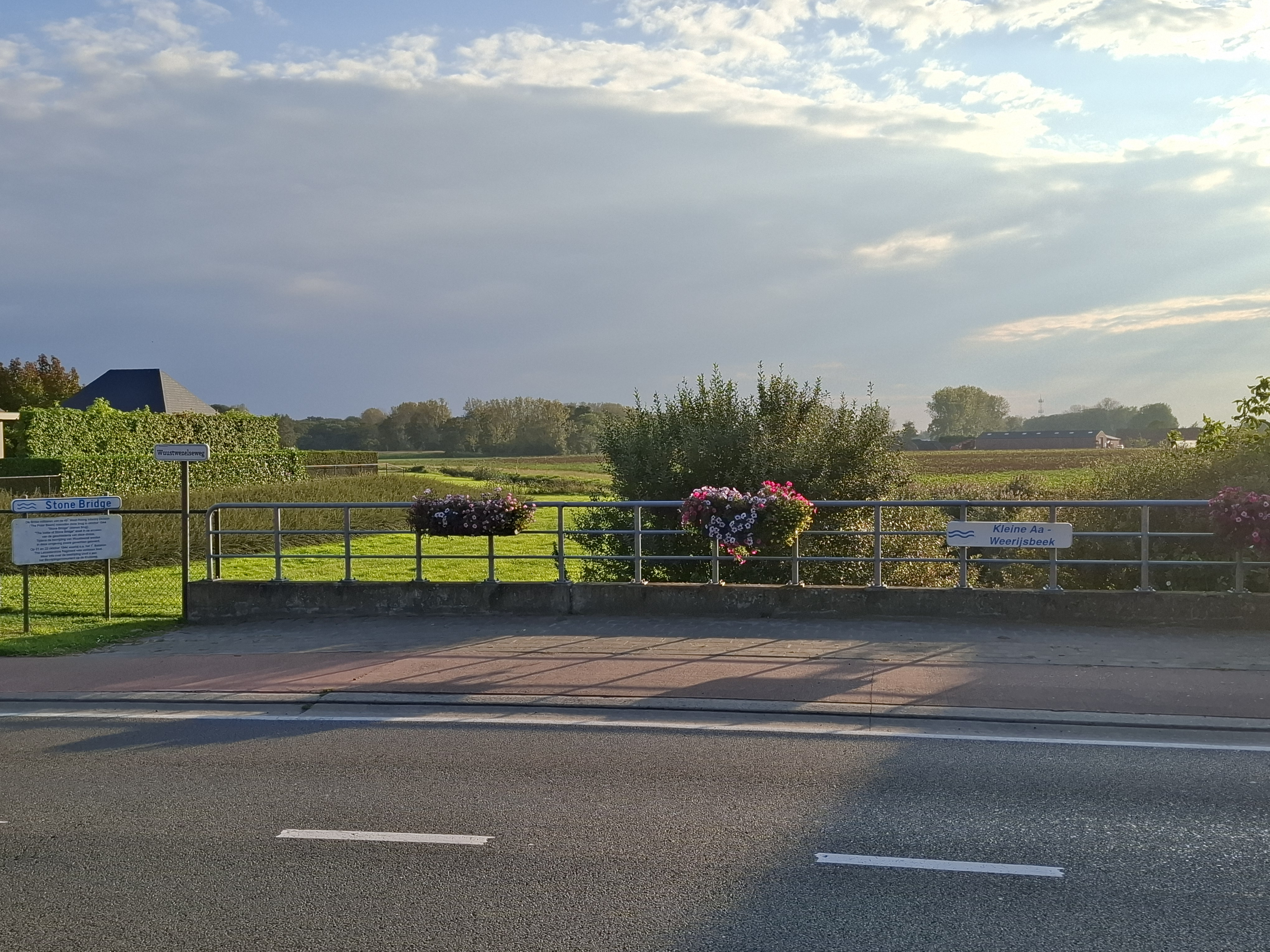
Zicht op de Stenen Brug over de Aa of Weerijs

### Slag om de Stenen Brug
Een belangrijk onderdeel van de bevrijding van Wuustwezel was de Slag om de Stenen Brug. Deze tankslag vond plaats aan de Wuustwezelsesteenweg, waar Britse troepen de opmars van de Duitsers tot stilstand brachten. Tijdens deze slag vielen er zware verliezen aan beide zijden. In de omgeving van "Stone Bridge" sneuvelden 31 militairen van het 1st Battalion, Royal Leicestershire Regiment, en in totaal verloren de Polar Bears 98 manschappen. De verliezen aan Duitse zijde waren eveneens aanzienlijk.

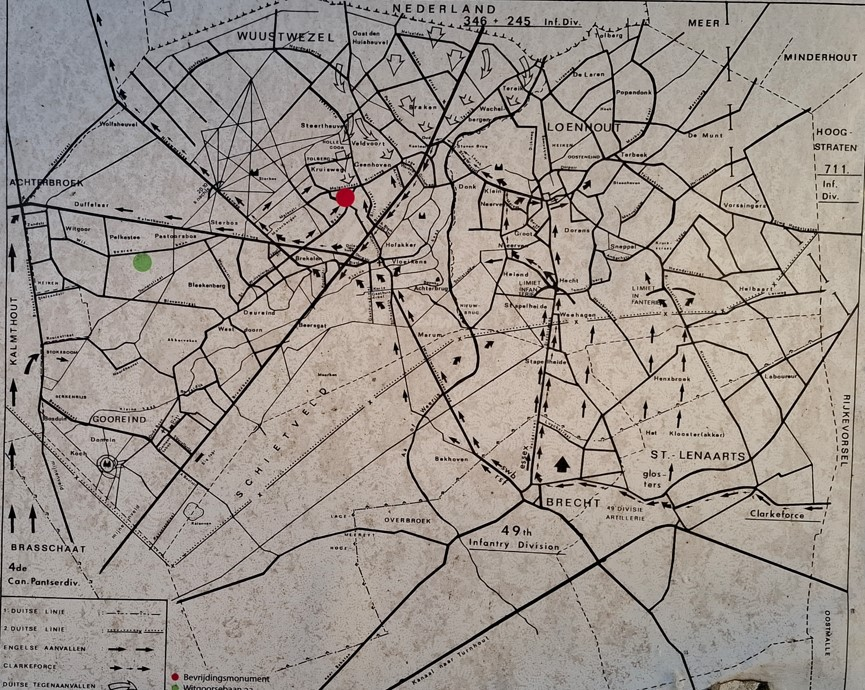
Duitse tegenaanval in Wuustwezel

### Rol van de 49th Infantry Division in de bevrijding van België
De 49th Infantry Division speelde vanaf september 1944 een belangrijke rol in de bevrijding van tal van Belgische steden en dorpen, waaronder Herentals, Vosselaar, Turnhout, Vlimmeren, Poppel, Zondereigen, Baarle-Hertog, Merksplas, Rijkevorsel, Wortel, Hoogstraten, Sint-Lenaarts, Brecht, Nieuwmoer en Essen. In totaal sneuvelden 365 soldaten van deze Britse eenheid, die nu begraven liggen in Belgische graven.

### Aflossing door Timberwolves
Op 23 oktober 1944 werden de Britse Polar Bears afgelost door de Amerikaanse 104e Infanteriedivisie (The Timberwolves), die hiermee hun vuurdoop kregen. Zij bevrijdden de resterende gebieden van Wuustwezel en Loenhout. Deze overgang markeerde het laatste deel van de bevrijding van deze regio. De Polar Bears zetten hun opmars voort richting Roosendaal. De Timberwolves kregen als einddoel Zundert (27 oktober) toegewezen, met de uitbreiding van het 8 km brede front naar Achtmaal (26 oktober) en kasteel Maxburg (27 oktober). Bij kasteel Maxburg vonden de laatste gevechten in de Belgische Noorderkempen plaats, waarna de Duitsers uit dit gebied volledig waren verdreven. De Timberwolves gingen door naar Rijsbergen dat op 28 oktober bevrijd werd en dat er zo verbinding kon gemaakt worden met de 1e Poolse Pantserdivisie van generaal Stanisław Maczek die Breda bevrijdde op 29 oktober.

### Impact op de burgerbevolking
De Tweede Wereldoorlog eiste ook een zware tol onder de lokale bevolking. Tussen 1940 en 1945 verloren 80 inwoners van Wuustwezel en Loenhout hun leven. De materiële schade was enorm, mede veroorzaakt door de inslagen van V1- en V2-bommen, die extra verwoesting aanrichtten.

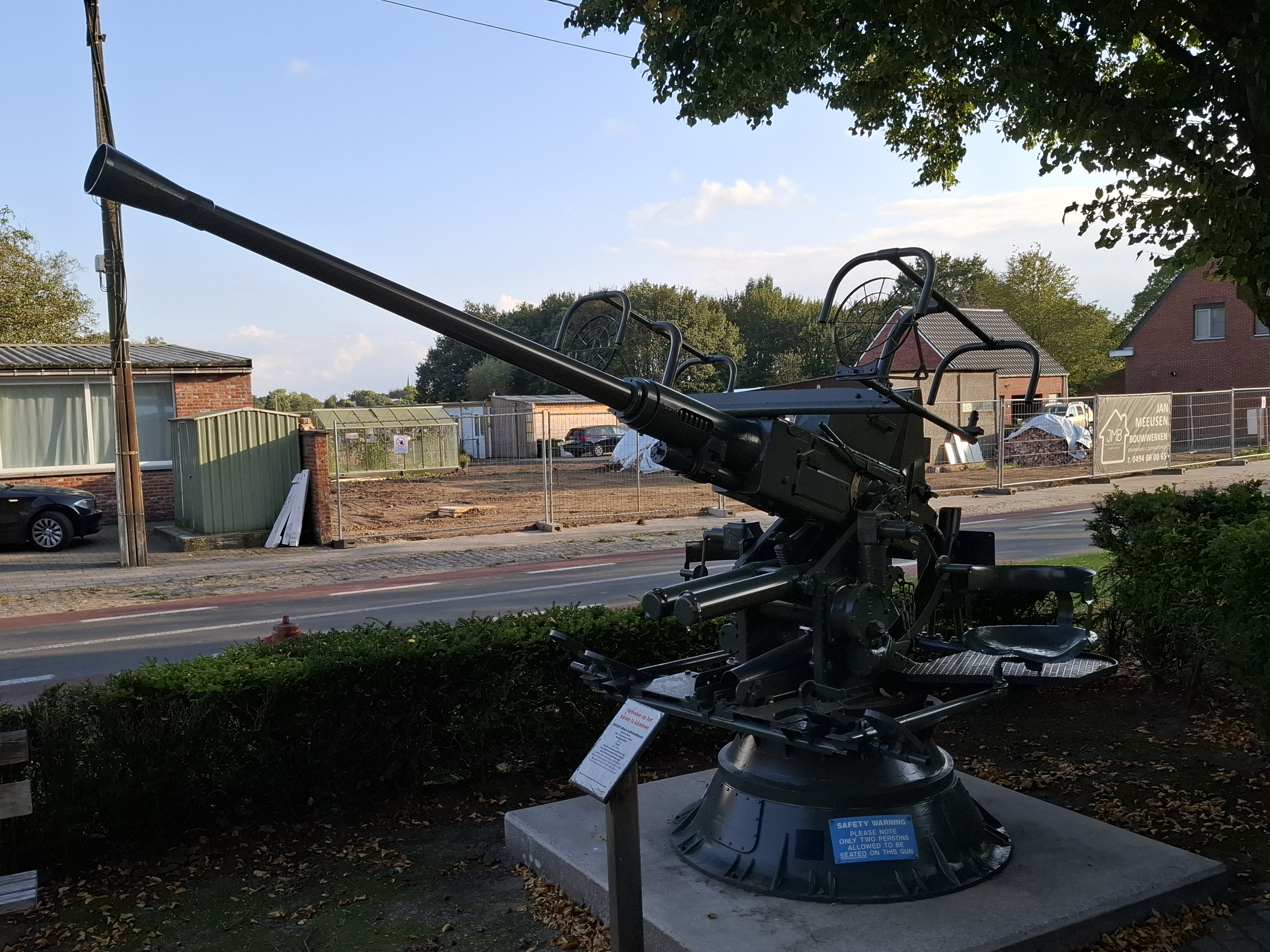
Bofors 40L60 luchtdoelkanon 40 mm te Wuustwezel

## Monument Polar Bears
Het monument bevindt zich aan de Kruisweg, waar de Britse troepen de Duitse tegenaanval wisten te stoppen. In 2009 werd naast het monument een Brits Bofors 40 mm luchtdoelkanon uit 1943 geplaatst, een gift van de Polar Bear Association. Dit luchtdoelkanon kreeg de naam "Harry", ter ere van sergeant-majoor Harry Conn, de eerste Brit die Wuustwezel binnentrok tijdens de bevrijding. Het kanon, dat oorspronkelijk op een Brits schip werd gebruikt, werd symbolisch toegevoegd als herinnering aan de rol van vergelijkbare luchtdoelkanonnen die tijdens de slag werden ingezet om vijandelijke vliegtuigen neer te halen.

### Restauratie van het Luchtdoelkanon
In juni 2024 werd het Bofors luchtdoelkanon opgehaald voor restauratie. Het kanon was door de jaren heen verroest geraakt door blootstelling aan de elementen. Het werd gezandstraald en herschilderd in de oorspronkelijke kleur, NAVO-groen R094, om het voor de komende twintig jaar in goede staat te behouden. De restauratie werd uitgevoerd in aanloop naar de herdenking van de 80ste verjaardag van de bevrijding van Wuustwezel in 2024.

### Herdenkingsplechtigheden
De herdenkingsplechtigheden worden elk jaar op 21 oktober georganiseerd door de Polar Bear Association, in samenwerking met lokale en internationale organisaties. Deze evenementen herinneren aan de zware gevechten en de slachtoffers van de bevrijding. Muzikale ondersteuning wordt verzorgd door fanfares zoals De Heidegalm en Red Hackle Pipes & Drums, en ook leden van de Royal British Legion en militaire voertuigclubs zoals Spearhead nemen deel.